# Nevil Maskelyne
Nevil Maskelyne (6. října 1732 Londýn - 9. února 1811 Greenwich) byl britský astronom, od roku 1765 pátý královský astronom. Proslavil se průkopnickými měřeními gravitace a hustoty Země. V roce 1775 mu byla udělena Copleyova medaile.
Maskelyne studoval na St Catharine's College, Pembroke College a Trinity College na Universitě v Cambridgi, kde získal doktorát teologie. Po nějaký čas byl farářem v Barnetu. Oženil se ve věku 52 let a jeho manželkou byla Sophia, bohatá dědička Johna Rose z Northamptonshiru. Z jejich vztahu se narodila dcera Margaret.
O astronomii se Maskelyne začal zajímat po zatmění slunce 25. července 1748. Díky svému zájmu se setkal s Jamesem Bradleym, astronomem známým objevem fenoménu aberace hvězdného světla. V roce 1761 provedl pozorování průchodu Venuše před Sluncem, což umožnilo stanovit astronomickou jednotku. Během své cesty na Svatou Helenu experimentoval s určováním zeměpisné délky z pozorování Měsíce, a poté tuto svou metodu navigace popsal v příručce The British Mariner's Guide (1763). V roce 1765 nahradil Nathaniela Blisse na místě královského astronoma, a poté vydal první svazek almanachu Nautical Almanac (1766). V roce 1758 se stal členem Královské společnosti. Jako člen poroty dohlížel na ověřování chronometru Johna Harrisona (přičemž byl vůči tomuto vynálezu skeptický).
V roce 1772 Maskelyne navrhl svou známou metodu pro stanovení gravitační konstanty a hustoty Země. Je založena na měření odchylky od vertikály lana zatíženého závažím a visícího v blízkosti hory se známými parametry. Maskelyneovi se úspěšně podařilo změřit vertikální odchylku na obou stranách skotské hory Schiehallion, která má symetrický tvar, umožňující výpočet její hmotnosti. Astronom strávil období od června do října 1774 pečlivým fyzikálním měřením na svazích této hory. Na tomto základě bylo možné vypočítat číselnou hodnotu gravitační konstanty z Newtonova zákona.